# Suprema Corte da Califórnia

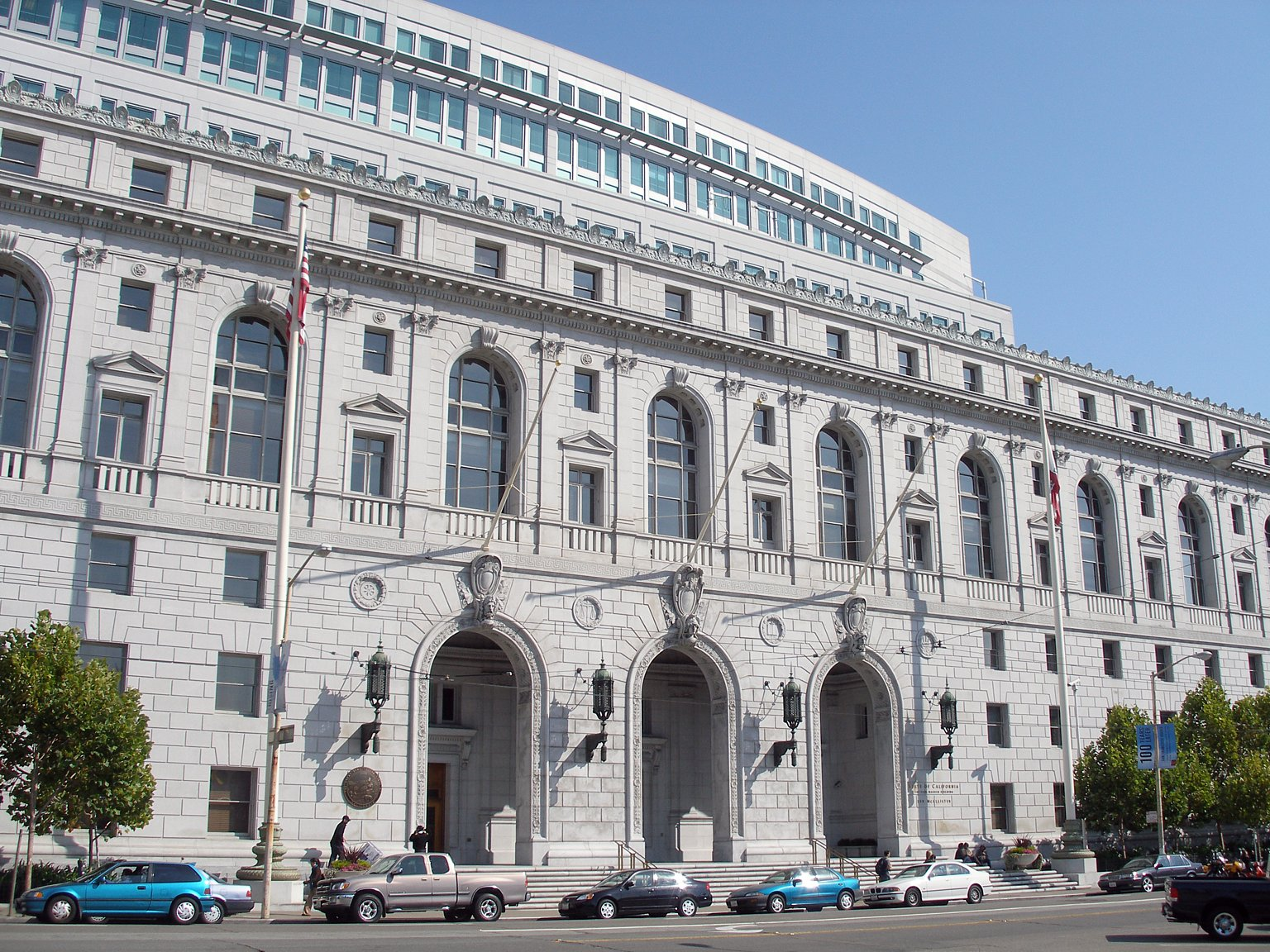
Sede da Suprema Corte em São Francisco.

A Suprema Corte (português brasileiro) ou Supremo Tribunal (português europeu) da Califórnia é a corte de última instância da Califórnia, fundada em 1849. Está sediada em São Francisco, e regularmente ocorrem seções em Los Angeles e Sacramento. É composta por sete membros nomeados pelo governador com um mandato de doze anos, que são prorrogáveis se o magistrado obtiver o apoio dos californianos através de uma votação.